# Розовые розы (картина)
«Розовые розы» — одна из последних картин Винсента ван Гога.
В течение последних двух месяцев жизни — с мая по июль 1890 года — ван Гог жил в Овер-сюр-Уаз под Парижем, где он среди прочего написал несколько картин с цветами. «Розовые розы» — одна из лучших картин этой серии. Она является характерной для позднего творчества художника. В отличие от ярких оранжевых и жёлтых оттенков, которые он использовал в Арле (например, в цикле «Подсолнухи»), здесь ван Гог применяет более мягкое и меланхоличное сочетание цветов, говорящее о более плодородном и влажном северном климате. Эта картина типична для последнего периода творчества Винсента ван Гога ещё и тем, что в ней практически отсутствует тяготение (на первый взгляд кажется, что картину можно перевернуть, а эффект от этого не изменится) и пространственность (цветы как бы выдвинуты из плоскости картины в пространство, где находится зритель). Ван Гог сумел передать чувство непосредственной близости роз к наблюдателю. На то, где у картины низ, указывает практически невидимая чаша под цветами, а на глубину намекает лишь слегка изменяющаяся форма мазков и лёгкое изменение оттенков зелёного. Резкие тёмно-синие контуры листьев и стеблей роз, а также вибрирующие и извивающиеся линии являются примером влияния на художника японской резьбы по дереву. Эти приёмы хоть и напоминают стиль Поля Гогена и Эмиля Бернара, но ван Гог использует их в собственной непередаваемой манере.
Картина была в 1923 году подарена Новой глиптотеке Карлсберга Хельгой Якобсен. Инвентарный номер — MIN 1863.